# 마리아카를라 보스코노
마리아카를라 보스코노(Mariacarla Boscono, 1980년 9월 20일 ~ )는 이탈리아의 모델이다.